# Vet (typografie)
Vet of vetdruk is in de typografie de dikkere versie van drukletters in een tekst. Vette lettervormen vallen meer op dan de standaardlettervormen en zijn daarom een vorm van typografische accentuering. In het Engels wordt vet aangeduid met bold of boldface.

## Gebruik
Vette lettervormen hebben dikkere lijnen en zijn breder dan standaardlettervormen, daarom contrasteren ze met de omliggende tekst. Vetdruk wordt voornamelijk gebruikt om nadruk te leggen op een belangrijk woord of passage in een tekst. Bij veel naslagwerken worden belangrijke sleutelwoorden bijvoorbeeld in vet afgedrukt, zodat het mogelijk is om in een oogopslag het gezochte woord te vinden (zoals de definitie van een begrip). Bij sommige lettertypes is het mogelijk om te kiezen uit diverse gradaties van vetheid, bijvoorbeeld halfvet of extravet.

### Software en HTML
Bij de meeste software kan men tekstgedeeltes vet maken door deze te selecteren en vervolgens de toetscombinatie Ctrl+B te gebruiken of door op het pictogram met een vette hoofdletter te klikken, bijvoorbeeld .
In HTML worden de tags <b> en </b> gebruikt om tekst vet weer te geven. Als voorbeeld: <b>deze tekst</b> resulteert  in deze tekst.

## Alternatieven
Voor een lopende tekst is het veelvuldig gebruik van vette tekst minder geschikt, omdat het een onrustig beeld geeft. Typografen raden in dit geval aan om cursieve tekst te gebruiken. Andere manieren om sleutelwoorden of passages meer te laten opvallen in een tekst (typografische accentuering) is het gebruik van hoofdletters of onderstreepte lettervormen.